# Darżynko
Darżynko (Duits Neu Darsin) is een plaats in het Poolse district  Słupski, woiwodschap Pommeren. De plaats maakt deel uit van de gemeente Potęgowo en telt 39 inwoners.